# ハリー・ポッターと謎のプリンス (映画)
『ハリー・ポッターと謎のプリンス』（Harry Potter and the Half-Blood Prince）は、J・K・ローリングの2005年の同名小説を原作とする、監督デヴィッド・イェーツ、脚本スティーヴ・クローヴスによる、2009年のファンタジー映画である。この作品は『ハリー・ポッターと不死鳥の騎士団』（2007年）の続編で、ハリー・ポッター映画シリーズの第6作である。この映画ではダニエル・ラドクリフがハリー・ポッター役で主演し、ルパート・グリントとエマ・ワトソンがそれぞれハリーの親友ロン・ウィーズリーとハーマイオニー・グレンジャー役を演じた。物語は、ハリーが謎の教科書を受け取り、恋に落ち、ヴォルデモート卿を倒す鍵を握る記憶を取り戻そうとする、ホグワーツ魔法魔術学校でのハリーの6年目を描く。
アメリカではレイティングが『アズカバンの囚人』以来のPG指定（前作『不死鳥の騎士団』まではPG-13）となった。該当表現は「恐怖表現、いくつかの暴力シーン、言葉、軽度の性的表現」の4つ。

## キャスト
| 役名                               | 役名                               | 俳優                                        | 日本語吹替え |
| ---------------------------------- | ---------------------------------- | ------------------------------------------- | ------------ |
| ハリー・ポッター                   | ハリー・ポッター                   | ダニエル・ラドクリフ                        | 小野賢章     |
| ロン・ウィーズリー                 | ロン・ウィーズリー                 | ルパート・グリント                          | 常盤祐貴     |
| ハーマイオニー・グレンジャー       | ハーマイオニー・グレンジャー       | エマ・ワトソン                              | 須藤祐実     |
| アルバス・ダンブルドア             | アルバス・ダンブルドア             | マイケル・ガンボン                          | 永井一郎     |
| セブルス・スネイプ                 | セブルス・スネイプ                 | アラン・リックマン                          | 土師孝也     |
| ホラス・スラグホーン               | ホラス・スラグホーン               | ジム・ブロードベント                        | 森功至       |
| ドラコ・マルフォイ                 | ドラコ・マルフォイ                 | トム・フェルトン                            | 三枝享祐     |
| ジニー・ウィーズリー               | ジニー・ウィーズリー               | ボニー・ライト                              | 高野朱華     |
| ミネルバ・マクゴナガル             | ミネルバ・マクゴナガル             | マギー・スミス                              | 谷育子       |
| ルビウス・ハグリッド               | ルビウス・ハグリッド               | ロビー・コルトレーン                        | 斎藤志郎     |
| フィリウス・フリットウィック       | フィリウス・フリットウィック       | ウォーウィック・デイビス                    | 田村錦人     |
| アーガス・フィルチ                 | アーガス・フィルチ                 | デイビッド・ブラッドリー                    | 青野武       |
| マダム・ポンフリー                 | マダム・ポンフリー                 | ジェマ・ジョーンズ                          |              |
| モリー・ウィーズリー               | モリー・ウィーズリー               | ジュリー・ウォルターズ                      | 一龍斎貞友   |
| アーサー・ウィーズリー             | アーサー・ウィーズリー             | マーク・ウィリアムズ                        | 梅津秀行     |
| リーマス・ルーピン                 | リーマス・ルーピン                 | デイビッド・シューリス                      | 郷田ほづみ   |
| ニンファドーラ・トンクス           | ニンファドーラ・トンクス           | ナタリア・テナ                              | 日野未歩     |
| フレッド・ウィーズリー             | フレッド・ウィーズリー             | ジェームズ・フェルプス                      | 尾崎光洋     |
| ジョージ・ウィーズリー             | ジョージ・ウィーズリー             | オリバー・フェルプス                        | 尾崎光洋     |
| ベラトリックス・レストレンジ       | ベラトリックス・レストレンジ       | ヘレナ・ボナム＝カーター                    | 高乃麗       |
| トム・マールヴォロ・リドル         | 11歳                               | ヒーロー・ファインズ・ティフィン            | 小林翼       |
| トム・マールヴォロ・リドル         | 16歳                               | フランク・ディレイン                        | 福山潤       |
| ナルシッサ・マルフォイ             | ナルシッサ・マルフォイ             | ヘレン・マックロリー                        | 佐藤しのぶ   |
| ピーター・ペティグリュー           | ピーター・ペティグリュー           | ティモシー・スポール                        |              |
| フェンリール・グレイバック         | フェンリール・グレイバック         | デイブ・レジェノ                            | 江川央生     |
| ルーナ・ラブグッド                 | ルーナ・ラブグッド                 | イヴァナ・リンチ                            | 三村ゆうな   |
| ラベンダー・ブラウン               | ラベンダー・ブラウン               | ジェシー・ケーブ                            | 宇野あゆみ   |
| ネビル・ロングボトム               | ネビル・ロングボトム               | マシュー・ルイス                            | 上野容       |
| シェーマス・フィネガン             | シェーマス・フィネガン             | デヴォン・マーレイ                          | 渡辺悠       |
| ディーン・トーマス                 | ディーン・トーマス                 | アルフレッド・イーノック                    | 山本隆平     |
| ケイティ・ベル                     | ケイティ・ベル                     | ジョージーナ・レオニダス                    | 藤村歩       |
| リーアン                           | リーアン                           | イザベル・ラフランド                        | 嶋村侑       |
| ロミルダ・ベイン                   | ロミルダ・ベイン                   | アンナ・シェーファー                        | 浅倉杏美     |
| ナイジェル・ウォルバート           | ナイジェル・ウォルバート           | ウィリアム・メリング                        |              |
| ビンセント・クラッブ               | ビンセント・クラッブ               | ジェイミー・ウェイレット                    | 忍足航己     |
| グレゴリー・ゴイル                 | グレゴリー・ゴイル                 | ジョシュア・ハードマン                      |              |
| パンジー・パーキンソン             | パンジー・パーキンソン             | スカーレット・バーン                        | 東條加那子   |
| ブレーズ・ザビニ                   | ブレーズ・ザビニ                   | ルイス・コーダイル                          | 河西健吾     |
| チョウ・チャン                     | チョウ・チャン                     | ケイティ・リューング                        |              |
| コーマック・マクラーゲン           | コーマック・マクラーゲン           | フレディー・ストローマ                      |              |
| マーカス・ベルビィ                 | マーカス・ベルビィ                 | ロブ・ノックス                              | 岡本信彦     |
| ソーフィン・ロウル                 | ソーフィン・ロウル                 | ロッド・ハント                              |              |
| アレクト・カロー                   | アレクト・カロー                   | スザンヌ・トース                            |              |
| アミカス・カロー                   | アミカス・カロー                   | ラルフ・アイネソン                          |              |
| ルシウス・マルフォイ               | 写真                               | ジェイソン・アイザックス （ノンクレジット） |              |
| ルシウス・マルフォイ               | 学生時                             | トニー・コバーン                            |              |
| 女子学生                           | 女子学生                           |                                             | 平野妹       |
| 男子学生                           | 男子学生                           |                                             | 佐藤勝巨     |
| 少年1                              | 少年1                              |                                             | 阿部敦       |
| リリー・ポッター（写真）           | リリー・ポッター（写真）           | ジェラルディン・ソマーヴィル                |              |
| レギュラス・ブラック（写真）       | レギュラス・ブラック（写真）       | トム・ムーアクロフト                        |              |
| ドローレス・アンブリッジの人形の声 | ドローレス・アンブリッジの人形の声 | イメルダ・スタウントン （ノンクレジット）   | 小宮和枝     |
| コーネリウス・ファッジの声         | コーネリウス・ファッジの声         | ロバート・ハーディ （ノンクレジット）       | 篠原大作     |
| ヴォルデモート（回想）             | ヴォルデモート（回想）             | レイフ・ファインズ （ノンクレジット）       |              |

- その他声の出演：仲野裕、うえだ星子、永吉ユカ、中司ゆう花、深津智義、高橋研二、杉村憲司、鍋井まき子、高松直輝、浅利遼太、角田紗里、庄司将之、村山香月
- 日本語版制作スタッフ
  - 演出：木村絵理子、翻訳：岸田恵子、翻訳監修：松岡佑子
  - 録音・調整：阿部直子（オムニバス・ジャパン）
  - 日本語版制作：東北新社

## 製作

### スタッフ
- 監督：デイビッド・イェーツ
- 原作：J・K・ローリング 『ハリー・ポッターと謎のプリンス』（静山社刊）
- 脚本：スティーヴ・クローヴス
- 製作：デヴィッド・バロン、デヴィッド・ハイマン
- 製作総指揮：ライオネル・ウィグラム
- 音楽：ニコラス・フーパー
- テーマ曲：ジョン・ウィリアムズ
- 撮影監督：ブリュノ・デルボネル
- 編集：マーク・デイ
- 美術デザイン：スチュアート・クレイグ
- 美術総監督：アンドリュー・アックランド=ショウ
- 衣装デザイン：ジェイニー・ティーマイム
- 特殊メイクデザイン：ニック・ダッドマン
- クリーチャー造形監修：ニック・ダッドマン
- SFXスーパーバイザー：ジョン・リチャードソン
- VFXスーパーバイザー：ティム・バーク、ジョン・モファット、他
- VFX：シネサイト、ダブル・ネガティブ、ILM、MPC、ライジング・サン・ピクチャーズ、ほか

### 企画
監督がデヴィッド・イェーツに決定するまえ、多数の監督が本作に興味を抱いていた。3作目『アズカバンの囚人』を監督したアルフォンソ・キュアロンは「（戻る）機会を心から待っている」と述べた。4作目『ハリー・ポッターと炎のゴブレット』で監督を務めたマイク・ニューウェルは5作目『不死鳥の騎士団』から退いたために今回は検討されなかった。また、テリー・ギリアムはローリングが『賢者の石』の監督候補として個人的に挙げていた。ギリアムは本作を監督するかどうか尋ねられたところ、「ワーナー・ブラザースには今回初めてチャンスがあったが、台無しになった」と回答した。
Dark Horizonsのインタビューでイェーツは、「私がまだ『不死鳥の騎士団』の作業をしている最中に『謎のプリンス』を依頼された。だから『不死鳥の騎士団』のポストプロダクション中に『謎のプリンス』のプリプロダクションを開始しなければならなかった」と答えた。イェーツは『謎のプリンス』は「『アズカバンの囚人』の悪寒」と「『炎のゴブレット』の素晴らしい冒険」の中間にあると説明した。
エマ・ワトソンは当初出演続投に消極的であったが、最終的には「プラスがマイナスを上回った」と判断し、引き続きハーマイオニー役を務めることとなった。ニコラス・フーパーは前作から引き続いて映画音楽を担当し、ジョン・ウィリアムズによるヘドウィグのテーマの手直しが含まれる。この他、衣裳デザイナーのジャイニー・テマイム、視覚効果スーパーバイザーのティム・バーク、メイクアップのニック・ダドマン、特殊効果スーパーバイザーにジョン・リチャードソンが参加した。
イェーツとヘイマンは、『ハリー・ポッターと死の秘宝』の出来事のいくつかが、『謎のプリンス』の脚本に影響を与えたと述べている。

### 撮影

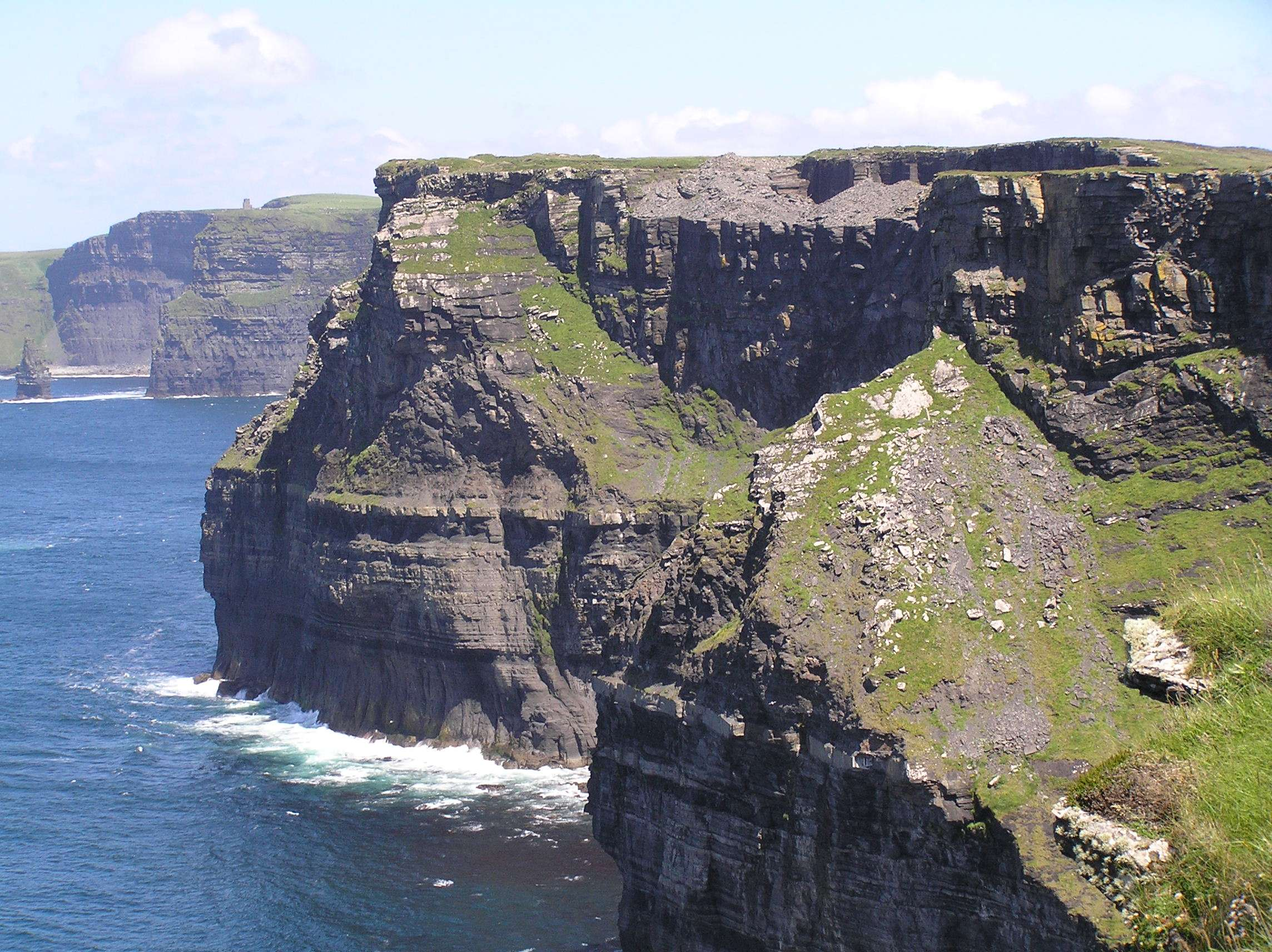
モハーの断崖はホークラックスの洞窟の外観として撮影された。

撮影が始まる前、これまでシリーズ全作のロケーション撮影地となったイギリスから移動するかもしれないという話があった。洞穴シーンで使うために、スタッフはスコットランドのラス岬周辺を偵察した。また、以前の作品と風景の連続性を維持するためにグレン・コーとグレンフィナンでの撮影が復活した。
主要撮影は2007年9月24日に開始され、2008年5月17日に完了した。
2007年10月6日、スタッフは霧と露に塗れたスコットランドのフォート・ウィリアムでホグワーツ特急のシーンを撮影した。夜景のシーンは同月25日から3夜かけてレイコックで撮られた。撮影は毎日午後5時から午前5時まで行われ、通りの住民たちはダークブラインドで窓を暗くするように頼まれた。さらに同年10月にサービトン駅、2008年2月に1作目『賢者の石』と2作目『秘密の部屋』でも行われたグロスター大聖堂、3月にはロンドンのミレニアム・ブリッジで撮影された。

### 音楽
映画音楽は『ハリー・ポッターと不死鳥の騎士団』と同じくニコラス・フーパーが作曲した。2009年7月14日に劇場公開と同時にCDが発売された。
サウンドトラック盤は『Billboard 200』チャートで、それまでで最高となる29位となった。2010年にグラミー賞の映画・テレビサウンドトラック部門にノミネートされた。

## 配給

### マーケティング
ワーナー・ブラザースは本作の配給費用に1億5500万ドルを投じている。『ハリー・ポッターと不死鳥の騎士団』の特別版2枚組DVDには本作の2本のスニーク・ピークが収録され、さらにアメリカ版では追加クリップも含まれた。15秒のティーザー予告編は『ダークナイト』のIMAX公開の際に上映された。1本目の米国版全長予告編は2008年7月29日にMoviefoneで上映された。国際版は10月26日、さらに米国で別バージョンが11月14日に公開された。さらには別の予告編が2009年1月18日に日本のフジテレビで『ハリー・ポッターと炎のゴブレット』が放送された際に公開された。映画の場面の一部は2008年12月5日から7日にABCファミリーのハリー・ポッター・マラソンの際に放送された。2009年2月5日、ダンブルドアとハリーがフィーチャーされた3枚のティーザーポスターが公開された。2009年3月5日と4月16日に新たな予告編がワーナーより公開された。
3月27日、各主要登場人物（ハリー、ダンブルドア、ロン、ハーマイオニー、ドラコ、スネイプ）のキャラクターポスターが公開された。4月10日、国際版（英語）と日本語の予告編がオンラインで公開された。5月8日、CWチャンネルで恋愛面に焦点を当てた30秒のテレビスポットが放送された。5月20日、『エレンの部屋』の公式ウェブサイトを通じてクリップが初公開された。5月31日、別のクリップがMTVアワードで公開された。

### 公開

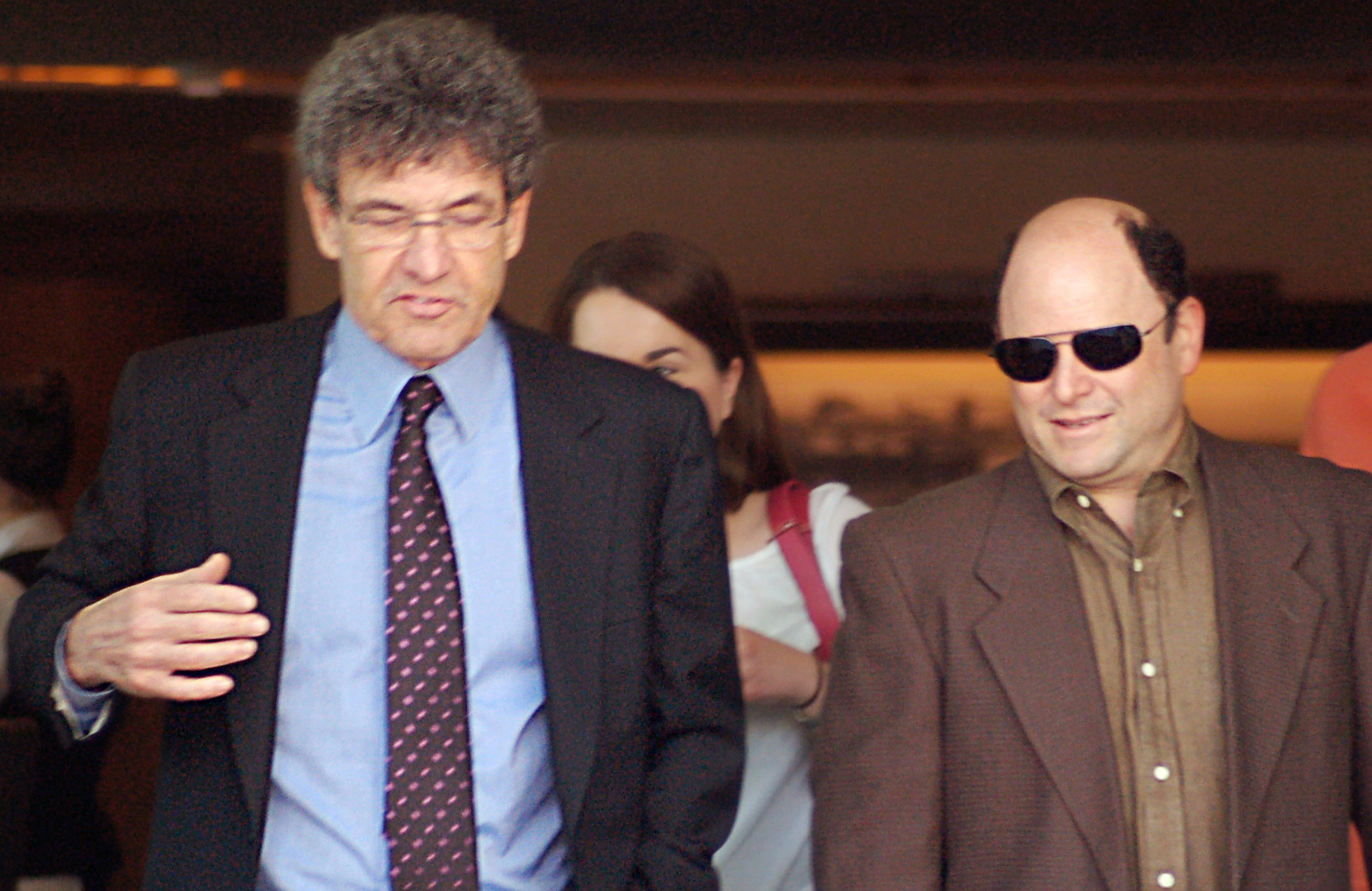
ワーナー・ブラザースのアラン・F・ホルン（写真左、2010年5月）。

イギリス、アメリカ合衆国、フランス、ベルギードイツ、アイルランド、イタリア、スウェーデン、カナダ、オーストラリア、台湾、ニュージーランド、インド、ブラジル、スペイン、メキシコなどで2009年7月15日に公開された。もともとは2008年11月21日公開を予定していたが、映画が完成しているにもかかわらず、7か月と8日遅れの2009年7月17日に変更された。ワーナー・ブラザース重役のアラン・F・ホルンは変更の理由について、2007年-2008年全米脚本家組合ストライキの影響のために他の映画の予定が遅れ、2009年の夏の超大作を確保するためであると説明した。また同社が夏に公開した『ハリー・ポッターと不死鳥の騎士団』と『ダークナイト』が成功したことも変更理由の一つであった。『エンターテインメント・ウィークリー』誌上で他社の幹部は「ワーナーは『ダークナイト』が成功したので今年はもう金が要らないのだろう」と語った。ワーナーの配給部長のダン・フェルマンは、スタジオは発表に先立って3ないし4週間の変更を考慮したが、彼らは最終決定の1週間前にそれを真剣に検討したと述べた。公開3か月前、公開日は2日前倒しした15日水曜に再変更された。
『ロサンゼルス・タイムズ』は『ハリー・ポッター』ファンが公開日の大幅な変更に否定的な反応を示していることを報じた。後日、ホルムはファンからの「大きな失望」に対して声明文を発表した。またワーナーの親会社のタイム・ワーナーが発行する『エンターテインメント・ウィークリー』が秋映画特集記事で『謎のプリンス』を大きく取り扱うという混乱も発生した。同誌側には公開日変更の情報が知らされていなかったのである。さらに『謎のプリンス』の公開日変更を受け、サミット・エンターテインメントと『トワイライト〜初恋〜』、ウォルト・ディズニー・ピクチャーズの『ボルト』は公開日が早まった。
上映時間は153分であり、『秘密の部屋』（161分）、『炎のゴブレット』（157分）に次いで3番目の長さである。

### 映像ソフト
前作と同様に、本作の1枚組と2枚組特別版がDigital copyとしてブルーレイとDVDで発売され、英国では2009年12月7日に、米国では2009年12月8日に発売された。ブルーレイとDVDには、フロリダ州オーランドのアイランズ・オブ・アドベンチャーに2010年6月18日に開園した新しいミニテーマパーク「ウィザーディング・ワールド・オブ・ハリー・ポッター」の11分38秒の特集が収録されている。またそれらには、削除された6分31秒の場面や、『ハリー・ポッター』の次回作『ハリー・ポッターと死の秘宝 PART1』（2010年）の予告も収録されている。また本作のブルーレイ版とDVD版は、2009年11月16日にインド、フィリピン、南アフリカ、チェコ、イスラエルでも発売された。北米でのブルーレイ版と2枚組DVD版には、映画のDigital copyが含まれている。
英国ではこのDVD版の発売は、数時間で推定84万枚を売り上げ、その年の最速販売DVDとなった。米国では、DVD版は競合商品を大きく引き離す4,199,622枚を売り上げ、DVDとBlu-rayの両方の市場で第1位となり好調なデビューを飾った。この映画の全世界のDVDとBlu-rayの売り上げは、2009年に最も売れた映画であることを示している。2011年6月14日、新たな特典映像、ドキュメンタリー、およびコレクターズアイテムを収録したアルティメット版が、『不死鳥の騎士団』のアルティメット版と同時に、Blu-rayとDVDで発売された。
日本ではワーナー・ブラザース・ホームエンターテイメントよりブルーレイ、DVDが発売。
- ハリー・ポッターと謎のプリンス ブルーレイ（2枚組、2009年12月2日発売）
- ハリー・ポッターと謎のプリンス ブルーレイ1枚組版（2010年11月3日発売）
- ハリー・ポッターと謎のプリンス 特別版（DVD2枚組、2009年12月2日発売）
- ハリー・ポッターと謎のプリンス 期間限定出荷版（DVD1枚組、2009年12月2日発売）
- ハリー・ポッターと謎のプリンス コレクターズ・エディション（Blu-ray版：2枚組 / DVD版：3枚組、2016年5月11日発売）
- ハリー・ポッターと謎のプリンス 〈4K ULTRA HD&ブルーレイセット〉（3枚組、2017年4月19日発売）

## 日本におけるキャッチコピー
- クライマックスは、ここから始まる!

## 評価

### 興行収入
北米の3,000劇場で深夜上映が行われて2200万ドルを売り上げ、『ニュームーン/トワイライト・サーガ』の2630万ドルに破られるまでは最高記録を保持していた。『謎のプリンス』は、『不死鳥の騎士団』と同じく水曜日に公開された。興行は2009年12月17日に終わった。
北米の4,325劇場で封切られ（3週後には4,455劇場まで拡大し、のちに『エクリプス/トワイライト・サーガ』の4,468劇場に抜かれるまで史上最高だった）、初日に5820万ドルを売り上げた。これは水曜日公開として『トランスフォーマー/リベンジ』、『エクリプス/トワイライト・サーガ』に次いで歴代3位の記録である。また、単日の売上としても歴代6位、『ハリー・ポッター』シリーズとしても『死の秘宝 PART2』の9100万ドルと『死の秘宝 PART1』の6100万ドルに次いで3位の記録である。また北米外では4600万ドル、世界全体で1億400万ドルを売り上げ、『ダークナイト』の単日記録を上回った。7月20日までに北米で1億5870万ドル、北米外85市場で2億3600万ドル、全世界で3億9470万ドルに達した。公開5日間の世界興行収入は『スパイダーマン3』の3億8100万ドルを上回り、また北米記録としても歴代最高であった。この記録は2年後に『死の秘宝 PART2』（4億8320万ドル）に破られた。イギリスでは1975万ポンド（約3813万ドル）を売り上げ、シリーズ及び2009年最高のオープニング記録となった。北米では最終的に3億195万9197ドルを売り上げ、『死の秘宝 PART2』、『賢者の石』に次いでシリーズ3位の成績となり、また2009年の映画としても『アバター』、『トランスフォーマー/リベンジ』に次いで3位の成績となった。北米外では6億3245万7290ドル、全世界では9億3441万6487ドルを売り上げたが、これは『アバター』に次いで2009年で2位、歴代映画では19位の成績である。

### 批評家の反応
本作は映画評論家たちからは概ね高評価を受け、Rotten Tomatoesでは257件のレビューで支持率は84%であった。Metacriticの加重偏差値は36件のレビューをもとに78/100、「概ね良好」であった。放送映画批評家協会の評論家からは87点をつけられた。
映画のレビューは映画公開の3週前より解禁された。Hollywood.comのポール・ダーガラベディアンは本作を『ロード・オブ・ザ・リング』三部作級で、「オスカーの可能性あり」と評した。彼はまたマイケル・ガンボン、アラン・リックマン、ダニエル・ラドクリフの演技を賞賛した。イギリスの『ザ・サン』では「巧み」で「非常にエモーショナル」と書かれ、デヴィッド・イェーツの演出が賞賛され、ジム・ブロードベントの演技は「完璧」と評価された。Chud.comのデヴィン・ファラチは、『ハリー・ポッター』映画の括りだけでなく、今年の映画の中でもベスト級と評した。

### 受賞・ノミネート
| 賞                    | 部門                                   | 候補者                                                                            | 結果       |
| --------------------- | -------------------------------------- | --------------------------------------------------------------------------------- | ---------- |
| アカデミー賞          | 撮影賞                                 | ブリュノ・デルボネル                                                              | ノミネート |
| 英国アカデミー賞      | プロダクションデザイン賞               | スチュアート・クレイグ ステファニー・マクミラン                                   | ノミネート |
| 英国アカデミー賞      | 特殊視覚効果賞                         | ジョン・リチャードソン ティム・バーク ティム・アレキサンダー ニコラス・アイタディ | ノミネート |
| グラミー賞            | 映画・テレビサウンドトラック部門       | ニコラス・フーパー                                                                | ノミネート |
| MTVムービー・アワード | 作品賞                                 | -                                                                                 | ノミネート |
| MTVムービー・アワード | 女優賞                                 | エマ・ワトソン                                                                    | ノミネート |
| MTVムービー・アワード | 男優賞                                 | ダニエル・ラドクリフ                                                              | ノミネート |
| MTVムービー・アワード | 悪役賞                                 | トム・フェルトン                                                                  | 受賞       |
| MTVムービー・アワード | グローバル・スーパースター賞           | ダニエル・ラドクリフ                                                              | ノミネート |
| サテライト賞          | アニメーション・ミックスメディア映画賞 | -                                                                                 | ノミネート |
| サターン賞            | ファンタジー映画賞                     | -                                                                                 | ノミネート |
| サターン賞            | 衣装デザイン賞                         | ジャイニー・テマイム                                                              | ノミネート |
| サターン賞            | 美術賞                                 | スチュアート・クレイグ                                                            | ノミネート |
| サターン賞            | 特殊効果賞                             | ジョン・リチャードソン ティム・バーク ティム・アレキサンダー ニコラス・アイタディ | ノミネート |

## テレビ放映
| 回数 | 放送局     | 放送枠                            | 放送日         | 放送時間      | 放送分数 | 平均世帯 視聴率 | 備考 |
| ---- | ---------- | --------------------------------- | -------------- | ------------- | -------- | --------------- | --- |
| 1    | 日本テレビ | 金曜ロードショー →金曜ロードSHOW! | 2011年7月22日  | 21:00 - 23:54 | 174分    | 14.5%           | 地上波初放送 60分拡大 |
| 2    | 日本テレビ | 金曜ロードショー →金曜ロードSHOW! | 2013年10月25日 | 21:00 - 23:29 | 149分    | 13.5%           | 35分拡大 第2回は、放送年内に映画シリーズの全作品を放映する「2013年ぜんぶやります!ハリー・ポッター祭り!」の一環で放送。 第3回は「4週連続 ハリーポッター祭り!」の一環で放送。 |
| 3    | 日本テレビ | 金曜ロードショー →金曜ロードSHOW! | 2016年6月10日  | 21:00 - 23:29 | 149分    | 10.4%           | 35分拡大 第2回は、放送年内に映画シリーズの全作品を放映する「2013年ぜんぶやります!ハリー・ポッター祭り!」の一環で放送。 第3回は「4週連続 ハリーポッター祭り!」の一環で放送。 |
| 4    | 日本テレビ | 金曜ロードショー →金曜ロードSHOW! | 2017年11月10日 | 21:00 - 23:24 | 144分    | 9.6%            | 30分拡大 シリーズ作を4週連続で放映する「ハリー・ポッターの秋」の一環で放送。                                                                                                |
| 5    | TBS        | （なし）                          | 2022年3月21日  | 20:30 - 22:57 | 147分    | 5.4%            | 放送年に上演されるTBS開局70周年記念舞台『ハリー・ポッターと呪いの子』に向けたキャンペーンの一環で放送。                                                                     |
| 6    | 日本テレビ | 金曜ロードショー                  | 2025年1月17日  | 21:00 - 23:24 | 144分    | 5.6%            | 30分拡大 |

- 視聴率はビデオリサーチ調べ、関東地区・世帯・リアルタイム。